# Onthophagus latro
Onthophagus latro là một loài bọ cánh cứng trong họ Bọ hung (Scarabaeidae).